# NGC 1621
NGC 1621 (NGC 1626) é uma galáxia elíptica (E) localizada na direcção da constelação de Eridanus. Possui uma declinação de -04° 59' 12" e uma ascensão recta de 4 horas, 36 minutos e 25,0 segundos.
A galáxia NGC 1621 foi descoberta em 1886 por Frank Leavenworth.